# Герб Делятина
Герб Делятина — офіційний символ селища Делятин. Затверджений 22 червня 2007 року рішенням сесії селищної ради. 
Автор проєкту — А. Гречило

## Опис
У зеленому полі 10 срібних топок солі (1:2:3:4). Щит обрамований декоративним картушем та увінчаний срібною міською короною.

## Історія
Зображення топок солі фігурує на печатках містечка з ХІХ ст. і вказує на давні солепромисли, які сприяли розвитку Делятина. 
Проєкт сучасного герба було розроблено ще 1998 року, а офіційно затверджено місцевою радою 2007 року.